# جزایر نایتز پور
جزایر نایتز پور (به لاتین: Poor Knights Islands) یک مجمع‌الجزایر در نیوزیلند است که در Whangarei District واقع شده‌است.